# 三角外交
三角外交（英语：Triangular Diplomacy）是美国曾经的一道外交政策，由亨利·基辛格在美国因越南战争陷入困境期时制定，旨在利用中苏交恶与中华人民共和国缓和关系，共同对抗日益冒进的苏联，使得国际权力结构达成平衡。基辛格的思想与新现实主义的均势理论密切相关。基辛格的著作《大外交》第28章《地缘政治的外交政策：尼克松与三角外交》论述了此政策。